# Nicolas Julliard
 (juillet 2024).
Si vous disposez d'ouvrages ou d'articles de référence ou si vous connaissez des sites web de qualité traitant du thème abordé ici, merci de compléter l'article en donnant les références utiles à sa vérifiabilité et en les liant à la section « Notes et références ».
 (juillet 2024).
Nicolas Julliard (anciennement Fauve), né à Genève le 21 mars 1972, est un musicien suisse.

## Biographie
Nicolas Julliard mène des études de lettres et d'histoire de l'art, tout en étudiant la guitare classique.
- En 1999, il fonde son propre label, Snowcat Records, sur lequel il publie un premier 45 tours (Graceland) sous le pseudonyme de Sombre, ainsi qu'un album d'Illford, groupe de post-rock lausannois dans lequel il tient la guitare.
- En 2004, le magazine français Les Inrockuptibles sélectionne un de ses titres (toujours sous le nom de Sombre) pour le 2e volume de ses compilations annuelles Ceux qu'il faut découvrir (CQFD)[1].
- Mai 2006: sortie du premier album de Fauve sur le label lausannois Gentlemen Records. Repéré par le chanteur français Dominique A, il participe à la Carte Blanche de ce dernier lors du festival Paris Plages - Fnac Indétendances. Depuis 2006, il travaille en tant que chroniqueur musical pour la Radio télévision suisse[réf. nécessaire].
- En juillet 2007, Fauve donne un concert au Montreux Jazz Festival, en compagnie de Raphelson, Erik Truffaz, Sophie Hunger, John Parish et du Sinfonietta de Lausanne. Un double CD et DVD du concert est publié en novembre 2007 par Gentlemen Records.
- En 2008, Fauve crée en concert une bande-son pour le film muet Les Cheveux d'or (en anglais The Lodger: A Story of the London Fog) d'Alfred Hitchcock.
- En 2010, il accompagne en tournée la chanteuse romande Olivia Pedroli. Il réalise également un remix pour l'artiste électro POL.
- En 2011, il coécrit et chante deux titres du deuxième album de l'artiste électro Xewin.
- Novembre 2011: sortie du 3e album de Fauve, Clocks'n'Clouds, en Repérage sur la radio suisse Couleur 3.
- En 2012, Fauve crée un générique pour la bande-annonce du Festival international de films de Fribourg (FIFF).
- Juin 2013: sortie du EP numérique de Fauve  Be Kind, Don't Rewind, avec 4 titres inédits, en Repérage sur la radio suisse Couleur 3[2].
- En octobre 2013, pour les 100 ans du café-théâtre Le Bourg, Fauve crée en collaboration avec The Sinaï Divers une bande originale pour le film muet Traffic in Souls (1913) de George Loane Tucker. Cette b.o. est publiée le 15 janvier 2014 en version numérique sur Bandcamp[3].
- 30 janvier 2014: Face au succès du groupe français Fauve≠, Nicolas Julliard annonce la fin de l'utilisation de ce nom de scène: “Ce soir, je viens de chanter pour la dernière fois sous le nom de Fauve. Ce nom d’artiste n’est plus le mien. Le jeu s’achève, poker menteur.”[4]. L'artiste annonce en effet sa lassitude et son mal-être d'être sans cesse confondu avec le collectif ou encore être à la source de faits d'actions déplacées.
- En 2015, Nicolas Julliard prend le nom de scène Nicolas Nadar, et publie un titre sous ce nom sur la compilation de la LP Company "Elysium" (Two Gentlemen).
- En janvier 2016, il signe sous le nom de Nicolas Nadar la musique originale de la série TV Anomalia, produite par PointProd et la RTS.
- En février 2017, il publie la musique du documentaire Le Business du Sang, diffusé sur RTS Un et Arte.
- En 2017, il réalise la bande originale du film documentaire Delamuraz[5], réalisé par Daniel Wyss (CAB Productions, RTS), et crée des musiques pour les portraits filmés des lauréats de la Fondation Leenards, réalisés par Lila Ribi.

## Discographie sous le nom de Nicolas Nadar

### Albums
- 2016 : Anomalia OST
- 2017 : Le Business du Sang
- 2018 : Delamuraz - Original Soundtrack
- 2021 : Sleeper Hits : Tropical Abstractions

## Discographie sous le nom de Fauve

### Albums
- 2006 : Fauve
- 2007 : An Evening At The Montreux Jazz Festival 2007
- 2011 : Clocks'n'Clouds
- 2020 : Covers & Leftovers 2003-2014[6]

### EP et maxis
- 2001 : Graceland EP
- 2004 : Acoustica ＃1
- 2013 : Be Kind, Don't Rewind EP

### Compilations
- 2004 : Ceux qu'il faut découvrir (CQFD) compilation du magazine Les Inrockuptibles
- 2006 : FNAC Indétendances
- 2006 : Amazon Grace - titre inédit Beyond Thirty
- 2006 : Cadavre Exquis vol.2 (Bru(i)t) - Titre inédit: Control Freak
- 2007 : The Pet Series Volume 6 -  titre inédit Retreat
- 2009 : Son pour la tête
- 2011 : Le Lustre - titre inédit: reprise de Johnny Guitar
- 2012 : A Tribute To Sebadoh's Bakesale - titre inédit: reprise de Skull de Sebadoh
- 2013 : The LP Collection Vol. 1 - titre inédit: reprise de Between My Legs de O'Gonzo
- 2015 : A Tribute to Elysium - titre inédit: Hand In A Cotton Glove Two Gentlemen Records

### Remixes
- 2010 : POL - Stupid Folked-Up remix
- 2011 : Olivia Pedroli - You Caught Me remix

### Collaborations
- 2011 : Xewin, Returning (chant sur deux titres)
- 2011 : Raphelson, I Wait EP (chant sur Fire Song)
- 2014 : Fauve & The Sinaï Divers, Traffic in Souls (bande originale)